# 올랜도 패터슨
호레이스 올랜도 패터슨(Horace Orlando Patterson, 1940년 6월 5일 ~ )은 자메이카계 미국인 역사학자, 사회학자이다. 미국과 자메이카의 인종과 노예제의 역사, 개발사회학에 관한 연구로 알려져 있다. 현재 하버드 대학교 존 콜스(John Cowles) 사회학 교수이며 1991년 저서 《서구 문화 형성에서의 자유》(Freedom in the Making of Western Culture)로 미국 내셔널 북 어워드 논픽션 부문을 수상했다.